# Gare de Svingen
La gare de Svingen est une halte ferroviaire norvégienne de la Kongsvingerbanen située dans la commune de Fet.

## Situation ferroviaire
Établie à 142 mètres d'altitude, la gare de Svingen est située au point kilométrique (PK) 29,91 de la ligne de Kongsvinger, entre les gares ouvertes de Fetsund et de Sørumsand.

## Service des voyageurs

### Accueil
La gare possède une aubette. Il n'y a ni guichet ni automate.

### Desserte
La halte n'est desservie que par des trains locaux en direction de Kongsvinger et d'Asker.

### Intermodalité
Un parking d'une dizaine de places et un parc à vélos y sont aménagés.